# Buriticupu
Buriticupu este un oraș în unitatea federativă Maranhão (MA), Brazilia.